# Berat (okrožje)
Okrožje Berat (albansko Rrethi i Beratit) je bilo eno od šestintridesetih okrožij Albanije, ki je po reorganizaciji ozemlja leta 2000 postalo del regije Berat. Imelo je 117 000 prebivalcev (ocena 2010). Ležalo je v osrednjem delu države in merilo 915 km². Glavno mesto je bilo Berat, drugo večje naselje v tem okrožju pa je bilo Ura Vajgurore.
Okrožje so sestavljale naslednje občine (mestne občine, bashki, so označene s krepko pisavo):
- Berat
- Cukalat
- Kutalli
- Lumas
- Otllak
- Poshnjë
- Roshnik
- Sinjë
- Tërpan
- Ura Vajgurore
- Velabisht
- Vërtop